# 遺傳毒性
遺傳毒性或基因毒性（英語：Genotoxicity）是指會破壞細胞內遺傳物質完整性的物理或化學因子，如六價鉻、苯、芳香胺等突變原或致癌物質，游離輻射也具有基因毒性。
若精子或卵子等生殖細胞受到遺傳毒性的影響，基因的變異會遺傳給後代，即使後代未直接接觸遺傳毒性的因子也是如此。若体细胞受到遗传毒性的影响，有可能引起癌变。
芳香胺是典型的遺傳毒性物質，因為它有親核性，會和DNA产生穩固的共價鍵結，形成DNA和芳香胺的加合物，使得DNA無法準確的複製。